# Харрис, Джордж Прайдо Роберт

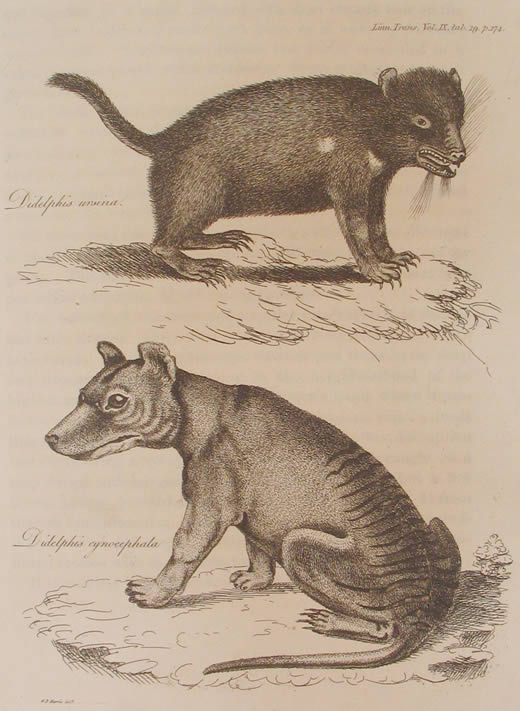
Didelphis ursina (вверху) и Didelphis cynocephala

Джордж Прайдо Роберт Харрис (англ. George Prideaux Robert Harris; 1775—1810) — австралийский натуралист и естествоиспытатель, заместитель государственного инспектора Тасмании с 1803 года и до своей смерти в 1810 году.
Он описал многих сумчатых острова, включая тасманского дьявола и сумчатого волка. Тасманскому дьяволу он сначала дал название Didelphis ursina (в 1807 году), затем Sarcophilus harrisii. Также он описал несколько видов неизвестных ранее растений.